# Бо (Горња Лоара)
Бо (фр. Beaux) насеље је и општина у централној Француској у региону Оверња, у департману Горња Лоара која припада префектури Исенжо.
По подацима из 2011. године у општини је живело 802 становника, а густина насељености је износила 47,79 становника/km². Општина се простире на површини од 16,78 km². Налази се на средњој надморској висини од 750 метара (максималној 920 m, а минималној 475 m).

## Демографија
| 1962. | 1968. | 1975. | 1982. | 1990. | 1999. | 2011. |
| ----- | ----- | ----- | ----- | ----- | ----- | ----- |
| 647   | 659   | 656   | 670   | 640   | 646   | 802   |

График промене броја становника у току последњих година